# Episodi di Boy Girl Dog Cat Mouse Cheese (prima stagione)
La prima stagione della serie animata Boy Girl Dog Cat Mouse Cheese, composta da 52 episodi, ha esordito nel Regno Unito il 17 ottobre 2020 sulla rete televisiva CBBC. 
In Italia la stagione è stata trasmessa in prima visione assoluta su DeA Kids a partire dal 19 dicembre 2019 al 23 ottobre 2020 e in chiaro su Super! dal 12 ottobre 2020.
| n° UK | n° ITA | Titolo originale                       | Titolo italiano              | Prima TV originale | Prima TV Italia   |
| ----- | ------ | -------------------------------------- | ---------------------------- | ------------------ | ----------------- |
| 1     | 12     | Greb-Nefual E-neg!                     | Greb Neufal Eneg             | 31 ottobre 2019    | 26 dicembre 2019  |
| 2     | 1      | Pen Pals                               | Amici di penna               | 19 novembre 2019   | 20 dicembre 2019  |
| 3     | 3      | The Cheesy Diary                       | Il diario di Boy             | 20 novembre 2019   | 20 dicembre 2019  |
| 4     | 8      | Game of Throne                         | La guerra dei bagni          | 21 novembre 2019   | 22 dicembre 2019  |
| 5     | 5      | Boy's Friend                           | Un amico per Boy             | 22 novembre 2019   | 21 dicembre 2019  |
| 6     | 6      | Mama'd Boy                             | La tata di Boy               | 25 novembre 2019   | 21 dicembre 2019  |
| 7     | 7      | Scoot or Be Scooted                    | Vinci o sarai vinto          | 26 novembre 2019   | 22 dicembre 2019  |
| 8     | 2      | Monster Butt                           | Il concorso di cosplay       | 27 novembre 2019   | 20 dicembre 2019  |
| 9     | 9      | Cat Walkers                            | Dog il tuttofare             | 28 novembre 2019   | 23 dicembre 2019  |
| 10    | 10     | World Record Records                   | A caccia di record           | 29 novembre 2019   | 24 dicembre 2019  |
| 11    | 11     | Cat Beard                              | La barba di Boy              | 2 dicembre 2019    | 25 dicembre 2019  |
| 12    | 19     | Camp Champs                            | Weekend in campeggio         | 3 dicembre 2019    | 16 luglio 2020    |
| 13    | 4      | Happy Game                             | Il gioco di squadra          | 4 dicembre 2019    | 20 dicembre 2019  |
| 14    | 14     | Crimes Against the Family              | Giustizia è fatta            | 16 marzo 2020      | 14 luglio 2020    |
| 15    | 15     | Scientifically Impossible              | Scientificamente impossibile | 17 marzo 2020      | 14 luglio 2020    |
| 16    | 16     | We Could Be Heroes                     | Tutti possono essere eroi    | 18 marzo 2020      | 15 luglio 2020    |
| 17    | 17     | The Dog Who Cried Wolf                 | Dog il solitario             | 19 marzo 2020      | 15 luglio 2020    |
| 18    | 13     | Confession Cat                         | Segreti di famiglia          | 20 marzo 2020      | 14 luglio 2020    |
| 19    | 21     | Imitation Games                        | Scambio di ruoli             | 23 marzo 2020      | 16 luglio 2020    |
| 20    | 20     | Smoothie Operators                     | Il furgoncino dei frullati   | 24 marzo 2020      | 16 luglio 2020    |
| 21    | 23     | Don't Have a Cow                       | Parenti di latte             | 25 marzo 2020      | 17 luglio 2020    |
| 22    | 18     | The Fantastical World Of Bobbly Wobbly | Il fantastico Bobbly Wobbly  | 26 marzo 2020      | 15 luglio 2020    |
| 23    | 32     | It's Raining Ben                       | Grande Saetta Ben            | 27 marzo 2020      | 14 settembre 2020 |
| 24    | 22     | The Cheese Ball                        | La festa è arrivata          | 30 marzo 2020      | 17 luglio 2020    |
| 25    | 29     | Voice Swap                             | Chi parla?                   | 31 marzo 2020      | 9 settembre 2020  |
| 26    | 37     | Safety Dance                           | Esercitazione di sicurezza   | 15 giugno 2020     | 12 ottobre 2020   |
| 27    | 28     | Neighborhood Watchdog                  | Ronda di quartiere           | 1 aprile 2020      | 8 settembre 2020  |
| 28    | 26     | Breaking Bad Habits                    | Cattive abitudini            | 16 giugno 2020     | 7 settembre 2020  |
| 29    | 31     | Dog's Show                             | La gara canina               | 17 giugno 2020     | 11 settembre 2020 |
| 30    | 33     | Sparkcheeza                            | Cheese la popstar            | 18 giugno 2020     | 15 settembre 2020 |
| 31    | 30     | Curling Tail                           | Una coda per tutti           | 19 giugno 2020     | 10 settembre 2020 |
| 32    | 36     | Boy Quits Bobbleheads                  | Diventare adulti             | 22 giugno 2020     | 18 settembre 2020 |
| 33    | 24     | Perfectly Dysfunctional                | La famiglia perfetta         | 23 giugno 2020     | 17 luglio 2020    |
| 34    | 27     | First Cheese in Mars                   | In viaggio su Marte          | 1 luglio 2020      | 7 settembre 2020  |
| 35    | 25     | The Cat Crusader                       | Cat l'avventurosa            | 24 giugno 2020     | 7 settembre 2020  |
| 36    | 34     | Family Photo                           | La foto di famiglia          | 25 giugno 2020     | 16 settembre 2020 |
| 37    | 35     | Putt Putt Pals                         | Migliori amici per sempre    | 26 giugno 2020     | 17 settembre 2020 |
| 38    | 40     | Mouse Big as a House                   | Mouse-todontico              | 29 giugno 2020     | 13 ottobre 2020   |
| 39    | 44     | Suit Yourself                          | L'abito non fa il cane       | 30 giugno 2020     | 15 ottobre 2020   |
| 40    | 49     | Clickbait and Switch                   | La guerra dei like           | 28 settembre 2020  | 20 ottobre 2020   |
| 41    | 39     | Whistle to the Beat                    | Il naso che fischia          | 29 settembre 2020  | 13 ottobre 2020   |
| 42    | 41     | Family Bubble                          | Una bolla di famiglia        | 23 settembre 2020  | 14 ottobre 2020   |
| 43    | 42     | Dog Unleashed                          | Un guinzaglio per Dog        | 30 settembre 2020  | 14 ottobre 2020   |
| 44    | 47     | Color Me Dog                           | Dog a colori                 | 1 ottobre 2020     | 19 ottobre 2020   |
| 45    | 46     | Living Outside The Box                 | Vivere fuori dagli schemi    | 2 ottobre 2020     | 16 ottobre 2020   |
| 46    | 43     | Cat's Secret Life                      | La vita segreta di Cat       | 5 ottobre 2020     | 15 ottobre 2020   |
| 47    | 38     | Magic Hairball                         | La palla di pelo magica      | 6 ottobre 2020     | 12 ottobre 2020   |
| 48    | 52     | Wedgie                                 | La fetta mancante di Cheese  | 7 ottobre 2020     | 23 ottobre 2020   |
| 49    | 45     | Gleeb Glob                             | Il Brio Blob                 | 8 ottobre 2020     | 16 ottobre 2020   |
| 50    | 51     | Cat Burglar                            | Cat la ladra                 | 9 ottobre 2020     | 22 ottobre 2020   |
| 51    | 48     | Hampered Hamster                       | Il criceto ingabbiato        | 12 ottobre 2020    | 19 ottobre 2020   |
| 52    | 50     | Family On Ice                          | Il primo incontro            | 13 ottobre 2020    | 21 ottobre 2020   |